# Наблюдение за птицами

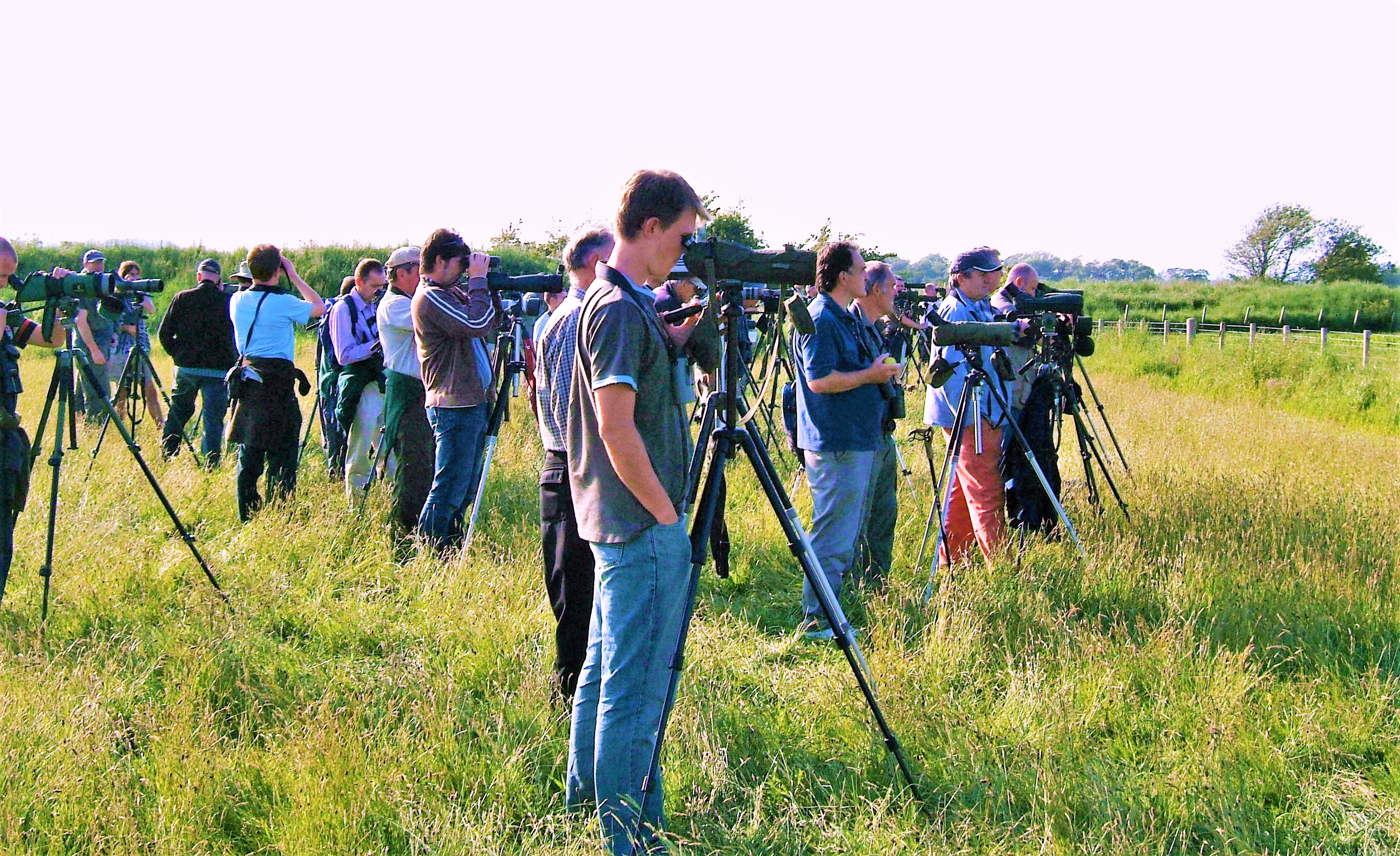
Шотландские «бёрдвотчеры» наблюдают за пигалицей белохвостой. 6 июня 2007 года

Информационный щит в Химкинском лесопарке (Москва), рассказывающий, как наблюдать за птицами

Наблюдение за птицами («бёрдвотчинг», англ. birdwatching или «бёрдинг», англ. birding или twitching) — любительскoe (в отличие от профессиональной орнитологии) наблюдение за птицами и изучение их при помощи бинокля, зрительных труб, фото- и видеоаппаратуры в естественной среде обитания. Помимо визуального наблюдения, эта деятельность включает прослушивание пения птиц, поскольку многие виды бывает легче распознать по издаваемым звукам.

## Общее описание
Наблюдение за птицами чаще рассматривается как хобби, поскольку преследует больше развлекательную, нежели научную цель. Наибольшую популярность оно приобрело в странах Западной Европы и Северной Америки, а также в Японии.
Большинство наблюдателей путешествуют по свету либо небольшими группами по 6—10 человек, либо независимо или семьёй . Все данные (где, когда, время, количество птиц, виды) заносятся в полевые дневники.

## Снаряжение и технологии
Современное наблюдение за птицами немыслимо без специального снаряжения, которое значительно облегчает поиск и идентификацию видов. Основные инструменты включают оптические приборы, аудиотехнику и цифровые технологии.

### Бинокли и подзорные трубы
Бинокль – ключевой инструмент любого наблюдателя за птицами. Наиболее популярны модели с кратностью увеличения от 7х до 10х и диаметром объектива 30–50 мм, обеспечивающие хорошее сочетание увеличения, светосилы и удобства при длительном использовании. Для более детальных наблюдений на больших расстояниях применяются подзорные трубы с увеличением до 60х, часто устанавливаемые на штатив.

### Фототехника и видеосъёмка
Фотографирование птиц стало отдельным направлением внутри хобби. Используются как компактные ультразум-камеры, так и профессиональные зеркальные или беззеркальные камеры с телеобъективами (от 300 мм и более). Фото- и видеосъёмка позволяют не только фиксировать редкие виды, но и анализировать поведение птиц.

### Звуковое оборудование
Аудиорекордеры и направленные микрофоны используются для записи голосов птиц, что особенно актуально при наблюдении скрытных или ночных видов. Звуковые ловушки с автоматической записью позволяют получать данные о присутствии птиц даже в отсутствии наблюдателя.

### Приложения и онлайн-сервисы
С развитием технологий наблюдатели активно используют мобильные приложения и интернет-платформы:
- eBird – крупнейшая база данных наблюдений птиц, позволяющая вести собственный дневник наблюдений и вносить вклад в научные проекты;
- Merlin Bird ID – приложение для распознавания видов по внешнему виду или голосу;
- BirdNET – система автоматического распознавания птичьих голосов с использованием искусственного интеллекта.

### Фотоукрытия и мобильные укрытия
В районах с высокой посещаемостью или для съёмки редких видов применяются специальные укрытия (так называемые «хайд» или «скрадки»), которые позволяют оставаться незаметными для птиц и наблюдать за ними с минимальным стрессом для животных.

## Научное значение
Сведения, собираемые орнитологами-любителями, могут представлять научную ценность. Например, первые сообщения о канареечном вьюрке, горной чечётке, черногорлой завирушке и дубровнике на территории Ленинградской области были получены от любителя (птицелова). В последнее время благодаря международным проектам, таким как «Весна идёт», возросла роль орнитологов-любителей в сборе информации о перелётах птиц.

## В астротопонимике
В 2021 году в перечень астротопонимов вошло англ. Twitcher’s Point (букв. «скрадок птицелова»). Так была названа точка в кратере Езеро на Марсе, которую должен был занять марсоход «Персеверанс» для видеосъёмок полётов первого в мире инопланетного вертолёта «Ingenuity».

«Twitcher» — британский (а теперь марсианский) термин, обозначающий тех, кто путешествует на долгие расстояния, чтобы увидеть редкую птицу.
Оригинальный текст
“Twitcher” is a British (and now Martian) term for those who travel long distances to see a rare bird. Located about 330 feet (100 meters) from the edge of the flight zone, the site should be relatively level. Twitcher’s Point also must allow direct line-of-site between the rover and the helicopter during all portions of potential flight tests for optimal radio communications and imaging.

— Ingenuity Mars Helicopter Landing Press Kit
Как сообщает «The Guardian», термин «twitcher» как синоним «birdwatcher» появился в Британии в 1950-е годы. Его возникновение связано с деятельностью английского орнитолога Говарда Медхёрста (англ. Howard Medhurst).

## Наблюдение за птицами в кинематографе
- Большой год (2011)
- Всеобщее руководство птицелова (2013)